# Lijst van beelden in Emmen
Dit is een (onvolledige) chronologische lijst van beelden in Emmen. Onder een beeld wordt hier verstaan elk driedimensionaal kunstwerk in de openbare ruimte van de Nederlandse gemeente Emmen, waarbij beeld wordt gebruikt als verzamelbegrip voor sculpturen, standbeelden, installaties, gedenktekens en overige beeldhouwwerken.
De buste van kantonrechter Wiardus Willem van Haersma Buma, die werd gemaakt door beeldhouwer August Falise in 1927, is het oudste beeld in Emmen.
Voor een volledig overzicht van de beschikbare afbeeldingen zie: Beelden in Emmen op Wikimedia Commons.
| Geplaatst   | Omschrijving                                                                         | Kunstenaar                     | Straat                                                                        | Plaats             | Materiaal                                                      | Afbeelding |
| ----------- | ------------------------------------------------------------------------------------ | ------------------------------ | ----------------------------------------------------------------------------- | ------------------ | -------------------------------------------------------------- | ---------- |
| 1927        | Mr. Wiardus Willem van Haersma Buma, kantonrechter te Emmen                          | August Falise                  | Hoofdstraat                                                                   | Emmen              | brons                                                          |            |
| 1960        | Stelling van Pythagoras                                                              | Hans Ittmann                   |                                                                               | Emmen              | brons, metaal                                                  |            |
| 1960        | De teenager                                                                          | Pieter Starreveld              | Markt                                                                         | Emmen              | brons                                                          |            |
| 1964        | Meisje met Haan                                                                      | Ek van Zanten                  | Prinsenlaan                                                                   | Emmen              |                                                                |            |
| 1965        | Zwanen                                                                               | Pieter Starreveld              | Oosterstraat                                                                  | Emmen              | brons                                                          |            |
| 1968        | Eva                                                                                  | Hans Ittmann                   |                                                                               | Emmen              | brons                                                          |            |
| 1969        | De Stier                                                                             | Pieter Kortekaas               | bij politiebureau                                                             | Emmen              | brons                                                          |            |
| 1970        | Christofoor                                                                          | Chris Elffers                  | Schaikweg, van (bij Hondsrug College)                                         | Emmen              | steen                                                          |            |
| 1971        | Baltsende Korhoenders                                                                | Monica van Panthaleon van Eck  | Europaweg                                                                     | Schoonebeek        | brons op zwerfsteen                                            |            |
| 1972        | De Landbouwer                                                                        | E.H. van Dulmen Krumpelman     | Derde Kruisdiep                                                               | Nieuw-Weerdinge    | brons                                                          |            |
| 1973        | De Scheper                                                                           | Mari Andriessen                | bij Scheperziekenhuis                                                         | Emmen              | brons                                                          |            |
| 1973        | De Veenarbeider                                                                      | Gerrit Bolhuis                 | Eerste Kruisdiep                                                              | Nieuw-Weerdinge    | brons                                                          |            |
| 1973        | Vrucht                                                                               | Henk Wildenberg                | Hoofdstraat                                                                   | Emmen              | brons                                                          |            |
| 1978        | Bloemenklok (Zegering Harders)                                                       |                                | Hoofdstraat                                                                   | Emmen              | steen en bloemen                                               |            |
| 1982        | Water en Vuur                                                                        | Eric Boot                      | Van Schaikweg                                                                 | Emmen              | staal                                                          |            |
| 1983        | De Veenvrouw                                                                         | Johan Sterenberg               | Hoofdkanaal/Runde NZ                                                          | Emmer-Compascuum   | natuursteen                                                    |            |
| 1984        | De Zandstrooister                                                                    | Onno de Ruijter                | bij museumboerderij Zwaantje Hans-Stokman's Hof                               | Schoonebeek        | brons                                                          |            |
| 1984        | Olifant                                                                              | Homme Veenema                  | bij museumboerderij                                                           | Emmen              | larikshout                                                     |            |
| 1985        | Opengescheurde Archiefdoos                                                           | Kees van Renssen               | Kerkpad                                                                       | Emmen              |                                                                |            |
| 1985        | Wilskracht en Verlangen                                                              | Eelco de Wit                   | Angelsloërdijk                                                                | Emmen              |                                                                |            |
| 1987        | Geen titel                                                                           | Hetty van der Kloot            | Hoofdstraat                                                                   | Emmen              | roestvast staal                                                |            |
| 1987        | Veldslak                                                                             | Homme Veenema                  |                                                                               | Emmen              | eiken                                                          |            |
| 1987        | Giraffe                                                                              | Homme Veenema                  |                                                                               | Emmen              | hout                                                           |            |
| 1987        | Onderweg                                                                             | Guus Hellegers                 | Notaris Oostingstraat                                                         | Emmen              | brons                                                          |            |
| 1988        | De Non                                                                               | Bert Kiewiet                   |                                                                               | Weiteveen          | brons                                                          |            |
| 1988        | Schildpadden                                                                         | Homme Veenema                  | Hoofdstraat                                                                   | Emmen              | hout                                                           |            |
| 1988        | zonder titel                                                                         | Wessel Dijkstra                | Weerdingerstraat                                                              | Emmen              | hout                                                           |            |
| 1988        | De Kanaalgravers                                                                     | Willem Kind                    | Havenstraat                                                                   | Erica              | rvs                                                            |            |
| 1988        | Gescheurde Schijf                                                                    | Cyril Lixenberg                | Vreding                                                                       | Emmen              | staal                                                          |            |
| 1988        | Aarde en Water                                                                       | Nic Jonk                       |                                                                               | Emmen              | brons                                                          |            |
| 1988        | Emmen op eigen kracht                                                                | Margriet Luyten                | Marktplein                                                                    | Emmen              | staal                                                          |            |
| 1988        | Circle zijdig                                                                        | Cyril Lixenberg                | Langestraat                                                                   | Klazienaveen       | staal                                                          |            |
| 1988        | Energie - vastgelegd in veen                                                         | Paul Hulskamp                  | Meerstalblok                                                                  | Bargerveen         | roestvast staal                                                |            |
| 1988        | Energie - verwerking van turf                                                        | Paul Hulskamp                  | Nabij Industrieel Smalspoor Museum                                            | Weiteveen          | roestvast staal                                                |            |
| 1988        | Energie - houtproduktie op veen                                                      | Paul Hulskamp                  | Heerenstreek, bij Oosterbos                                                   | Nieuw-Dordrecht    | roestvast staal                                                |            |
| 1989        | Spelende beren                                                                       | Homme Veenema                  | bij Zuiderkerk                                                                | Emmen              | hout                                                           |            |
| 1989        | Zonder titel                                                                         | Wessel Dijkstra                | Hondsrugweg (bij bibliotheek)                                                 | Emmen              | hout                                                           |            |
| 1989        | Blue Emmen Fragment                                                                  | Alfio Bonanno                  | Hondsrugweg                                                                   | Emmen              | beton, staal                                                   |            |
| 1990        | Dansende Stier                                                                       | Wim Steins                     | Angelsloërdijk                                                                | Emmen              | brons                                                          |            |
| 1990        | Zware waternimf                                                                      | Willem Vermandere              | Nieuw-Amsterdamsestraat/Waanderveld                                           | Emmen              | steen                                                          |            |
| 1990        | Veenvorm                                                                             | Hans Mes                       |                                                                               | Weiteveen          | brons, basalt                                                  |            |
| 1990        | Zonder titel                                                                         | Siebe Hansma                   | Molenwijk                                                                     | Klazienaveen       | staal                                                          |            |
| 1991        | Bolstervorm                                                                          | Hans Mes                       | Wethouder G.H. Scherpenlaan                                                   | Weiteveen          | basalt en brons                                                |            |
| 1992        | Man en paard                                                                         | Homme Veenema                  | bij RK-kerk                                                                   | Barger Compascuum  | eikenhout                                                      |            |
| 1992        | zonder titel                                                                         | Hans Koopman en Willem Kerkhof | Noorderplein                                                                  | Emmen              | gips, metaal, kunststof                                        |            |
| 1992        | De Grensgangers                                                                      | Onno de Ruijter                | Eemlandsweg                                                                   | Zwartemeer         | steen en brons                                                 |            |
| 1992        | Zonder titel                                                                         | Herman Terpstra                | Hondsrugweg                                                                   | Emmen              | brons                                                          |            |
| 1993        | Lezend meisje                                                                        | Bert Kiewiet                   | Noorderstraat                                                                 | Emmen              | brons                                                          |            |
| 1993        | Meeting Place                                                                        | Shlomo Schwarzberg             | Raadhuisplein                                                                 | Emmen              | beton                                                          |            |
| 1993        | Tulp                                                                                 | Jan Cremer                     | Vreding                                                                       | Emmen              | keramiek en baksteen                                           |            |
| 1993        | Indië-monument                                                                       | Onno de Ruijter                | Wilhelminastraat                                                              | Emmen              | steen                                                          |            |
| 1993        | De Lichtsluis                                                                        | Loes Heebink                   |                                                                               | Emmer-Compascuum   | roestvast staal                                                |            |
| 1996        | De Loegster                                                                          | Herman Terpstra                | bij kerk                                                                      | Klazienaveen-Noord | brons                                                          |            |
| 1996        | De vijf zintuigen                                                                    | Hans Ittmann                   | Scheper Ziekenhuis                                                            | Emmen              | keramiek                                                       |            |
| 1996        | De poortwachter                                                                      | Martha Veldthuis               | Scheper Ziekenhuis                                                            | Emmen              | keramiek                                                       |            |
| 1996        | Het is anders als je denkt                                                           | Robbert van der Horst          | Brugstraat/van Echtenskanaal                                                  | Klazienaveen       | gegoten aluminium, staal                                       |            |
| 1997        | Vlinder                                                                              | René van Zuuk                  | Hondsrugweg                                                                   | Emmen              | staal                                                          |            |
| 1997        | Verband                                                                              | Cyril Lixenberg                |                                                                               | Emmen              | staal                                                          |            |
| 1997 - 2001 | Fort voor het Water                                                                  | Jeroen van Westen              | bij de Runde                                                                  | nabij Roswinkel    | aarde, water, cortenstaal, lexaanplaten, waterpomp, knuppelpad |            |
| 1999        | Signaal                                                                              | Jan de Baat                    | Oosterdiep - Runde                                                            | Emmer-Compascuum   | roestvast staal                                                |            |
| 1999        | Lost in Wonder                                                                       | Bas Lugthart en Maree Blok     | Oostermarke                                                                   | Emmen              | graniet                                                        |            |
| 2000        | De Gaper, twee staande gapers, voor het 65-jarig bestaan van apotheek De Vriendschap | Willem Kind                    | Seinstraat                                                                    | Emmen              | roestvast staal                                                |            |
| 2000        | Zonder titel                                                                         | Marte Röling                   | Phileas Foggstraat/Pieter de Keyserstraat                                     | Emmen              | glasvezel                                                      |            |
| 2000        | Grensspel                                                                            | Adri de Fluiter                | Haagjesweg                                                                    | Emmen              | staal                                                          |            |
| 2000        | Joods Gedenkteken                                                                    | Luc Leenknegt                  | Julianastraat                                                                 | Emmen              | plaatstaal                                                     |            |
| 2001        | Zonder titel                                                                         | Judith Braun                   | Hoofdstraat/Derksstraat                                                       | Emmen              | koper en staal                                                 |            |
| 2001        | The Beauty of Rising and Falling                                                     | Thom Puckey                    |                                                                               | Emmen              | baksteen, brons, marmer, water                                 |            |
| 2002        | Tijgers                                                                              | Homme Veenema                  | Notaris Oostingstraat                                                         | Emmen              | hout                                                           |            |
| 2002        | Vuurvogel                                                                            | Cees Huisman                   | Sandurdreef (Parc Sandur); tot 2015 traverse, parkeerterrein Dierenpark Emmen | Emmen              | staal                                                          |            |
| 2002        | OCP                                                                                  | Maarten Ploeg                  | Dalipassage / Monetpassage                                                    | Emmen              | glas                                                           |            |
| 2003        | Vincent van Gogh                                                                     | Jikke Jager                    | Van Goghstraat                                                                | Veenoord           | brons                                                          |            |
| 2003        | De Aanleg                                                                            | Groenewoud/Buij                | Oranjedorpstraat                                                              | Nieuw-Dordrecht    | brons                                                          |            |
| 2006        | Zonder titel                                                                         | Grontmij/Oosterhuis            | Kamerlingswijk Oostzijde                                                      | Zwartemeer         | cortenstaal                                                    |            |
| 2006        | The Same But Different                                                               | Richard Deacon                 | langs de N381                                                                 | Emmen              | staal                                                          |            |
| 2008        | De Veenarbeider                                                                      | Bert Kiewiet                   | Langestraat/Van Echtenskanaal Noordzijde                                      | Klazienaveen       | brons                                                          |            |
| 2010        | De Stip - Leven met energie                                                          | Toyisten                       | Dordsestraat                                                                  | Emmen              |                                                                |            |
| 2015        | Egnoaber                                                                             | Nick Ervinck                   | Raadhuisplein                                                                 | Emmen              | polyester, polyurethaan en metaal                              |            |
| 2015        | Markant Punt                                                                         |                                | Markt                                                                         | Emmen              | cortenstaal                                                    |            |
| 2018        | Schienen                                                                             | Wia van Dijk                   | Holdert                                                                       | Emmen              | cortenstaal, poedercoating                                     |            |
| 2023        | Kousenmeisje                                                                         | Pieter Starreveld              | Hoofdstraat                                                                   | Emmen              | brons                                                          |            |
|             | De Sluiswachter                                                                      | Hans van Bentem                | Stieltjeskanaal                                                               | Zandpol            | natuursteen                                                    |            |
|             | Mensen Ontmoeten in Emmerschans                                                      | Jan Keuter                     | Emmerschans                                                                   | Emmen              | metaal en zwerfsteen                                           |            |
|             | Bevrijdingsmonument                                                                  | onbekend                       | Veenkampenweg                                                                 | Emmen              |                                                                |            |
|             | Zonder titel (K)                                                                     | Willem Kind                    | Phileas Foggstraat/Jacob Roggeveenstraat                                      | Emmen              | rvs                                                            |            |
|             | Social Sofa                                                                          |                                | Vreding                                                                       | Emmen              |                                                                |            |
|             | Rotondekunst                                                                         |                                | Rotonde Oude Rijksweg en Ermerweg, nabij de N34                               | Emmen              |                                                                |            |